# Expo 1951
De Expo 1951 was een wereldtentoonstelling die in 1951 werd gehouden in Rijsel. Het thema was textiel en het was de 7e gespecialiseerde tentoonstelling die door het Bureau International des Expositions werd erkend.